# AR Lacertae
AR Lacertae (AR Lac / HD 210334 / HR 8448) es una estrella variable en la constelación de Lacerta, situada en la parte septentrional de la misma, a 6 minutos en ascensión recta del límite con la constelación de Cygnus. Se encuentra a 137 años luz del sistema solar.
AR Lacertae es una binaria eclipsante compuesta por una subgigante amarilla de tipo espectral G2 IV y una estrella gigante —o posiblemente también subgigante— clasificada como K0 III, K0 IV o K2 III. Las masas de ambas componentes son 1,23 y 1,27 masas solares, y los radios son 1,52 y 2,72 radios solares respectivamente.
El brillo de AR Lacertae oscila entre magnitud aparente +6,08 y +6,77 siguiendo el esquema tipo de las variables RS Canum Venaticorum, con un período de 1,983 días. Este tipo de estrellas son variables eruptivas cuyas componentes tienen intensa actividad cromosférica. Ambas estrellas están muy próximas; en AR Lacertae el envoltorio de gas presente en el sistema provoca una distorsión de la curva de luz. El sistema presenta una variabilidad significativa en la región de rayos X y en el ultravioleta extremo (EUV), probablemente debida a la actividad de ambas componentes.
Entre las estrellas que están a menos de 50 pársecs del sistema solar, AR Lacertae es la cuarta más brillante en rayos X, sólo superada por II Pegasi, V711 Tauri y UX Arietis. Su luminosidad —en dicha región del espectro— es de 137,7×1022 W.